# Рогожел (Клуж)

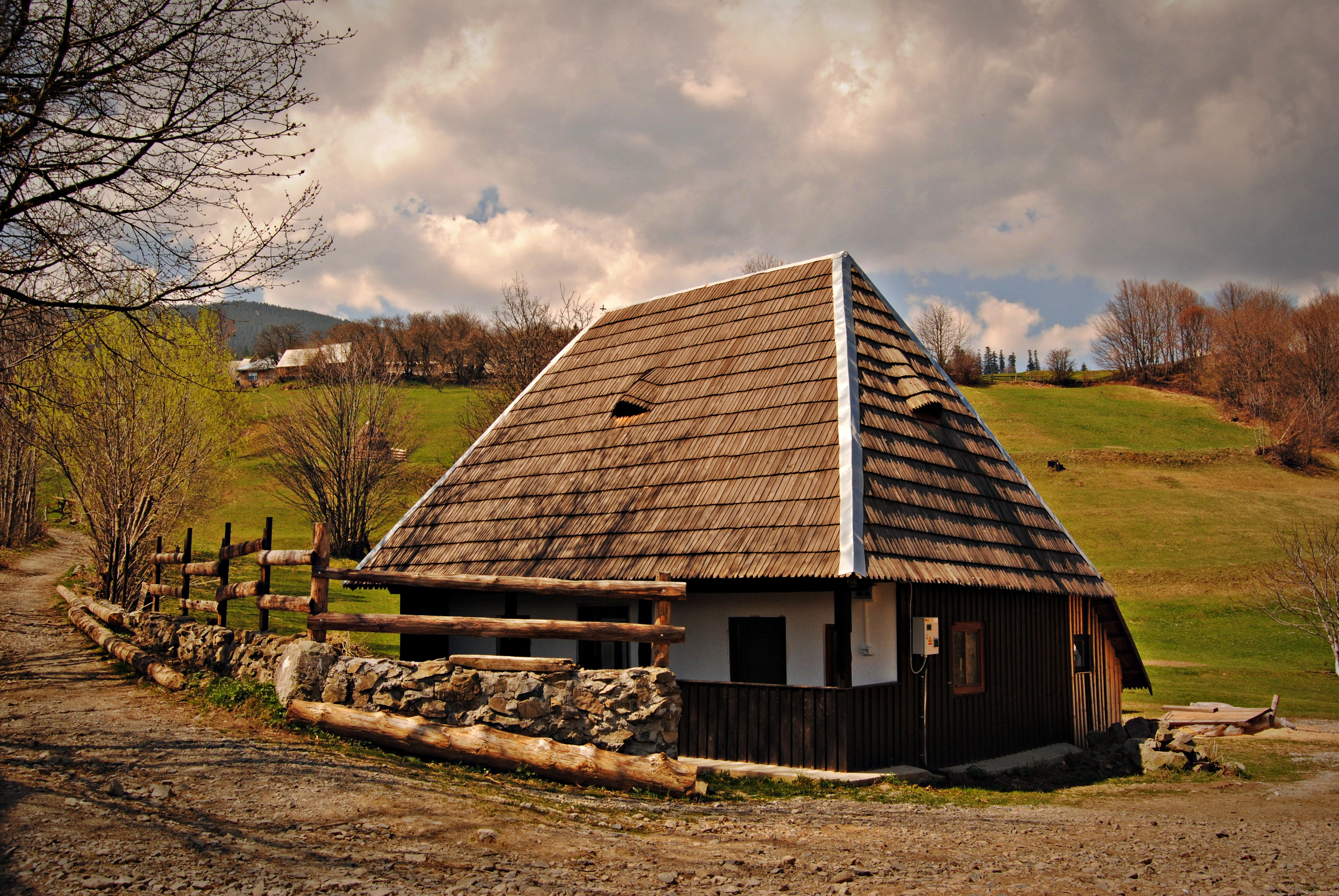

Рогожел (рум. Rogojel) — село у повіті Клуж в Румунії. Входить до складу комуни Секуєу.
Село розташоване на відстані 363 км на північний захід від Бухареста, 56 км на захід від Клуж-Напоки.

## Населення
За даними перепису населення 2002 року у селі проживали 718 осіб, з них 716 осіб (99,7%) румунів. Рідною мовою 717 осіб (99,9%) назвали румунську.